# Pass Cristallina
Der Pass Cristallina (deutsch Cristallinapass) ist ein Gebirgspass zwischen den Schweizer Kantonen Graubünden und Tessin. Er liegt auf einer Höhe von 2399 m ü. M. und verbindet die bündnerische Val Cristallina im Norden und das Tessiner Bleniotal im Süden. Der Pass führt über den Alpenhauptkamm.
Unmittelbar südlich der Passhöhe liegt der Lago Retico (2372 m ü. M.). Nach einem kleinen Rücken (Karschwelle), der den Abschluss der Mulde mit dem See bildet, fällt das Gelände auf der Südseite sehr steil rund 600 Höhenmeter ins Val di Campo ab. Auf der Bündner Seite in rund 700 Meter Entfernung liegt der Bergsee Lajets (2307 m ü. M.). Nordwestlich davon schliesst sich ein Abhang von rund 200 Höhenmetern an. Ansonsten ist der Pass auf dieser Seite nicht besonders steil.
Östlich vom Pass erhebt sich die Cima di Garina (2779 m ü. M.), im Westen Cima della Bianca / La Bianca (2892 m ü. M.) respektive ihr Vorgipfel Punkt 2679. Etwas weiter im Norden erhebt sich der Gebirgsstock des Piz Medel. Rund sieben Kilometer weiter westlich liegt der Lukmanierpass (1917 m ü. M.).

Val Cristallina vom Norden mit vergletschertem Piz Medel links und Scopí rechts – Pass Cristallina im flachen Einschnitt am Horizont etwas links der Bildmitte